# 劉仁願
劉 仁願（りゅう じんがん、拼音：Liú Rényuàn、生没年不詳）は、中国の唐の軍人。字は士元。

## 略歴
「唐劉仁願紀功碑」によると、「字は士元、雕陰郡大斌県の人なり」とあり、力が強く、内供奉として太宗に仕えていた。645年（貞観19年）、高句麗征討で功をあげたことがきっかけとなり、以後遼東、鉄勒・吐谷渾・吐蕃等の征討に加わっている。
『旧唐書』・『新唐書』・『三国史記』などの海外史料によると、654年（永徽5年）、蘇定方の部下として、百済平定に従軍する。660年（顕慶5年、斉明天皇6年）9月3日、蘇定方より唐兵1万を預けられ、武烈王の子の金仁泰の率いる新羅兵七千とともに百済の泗沘城に留鎮する。
同月23日、百済兵の残存勢力の急襲に遭い、外柵まで侵入され、辛うじて内柵を防衛する。百済残存勢力の伸張は、武烈王の出陣を促し、王は泗沘南方の柵城を攻撃し、劉仁願らを救援することとなった。
その後も百済残存勢力に悩まされ、唐本国より派遣された帯方刺史の劉仁軌の援軍に助けられている。この間、李義府に劉仁軌を殺害するよう遠回しに打診されたが、劉仁願はこれを拒絶している。
663年（龍朔3年、天智天皇2年）9月の白村江の戦いでは、劉仁軌と別行動をとり、孫仁師と新羅の文武王とともに陸軍を率いて百済州柔城を陥落させている。その後、劉仁軌は、兵を率いて百済を鎮守したが、劉仁願は帰国しており、その際に高宗に劉仁軌の功績を報告している。このことにより、上官儀によって劉仁軌と友に君子であると賞賛される。
その後、劉仁願は百済の鎮将として熊津都督府に再度来鎮し、664年（麟徳元年）2月に百済の元太子扶余隆と、新羅の王弟である金仁問との和親誓盟に立ち会っている。同年（天智天皇3年）5月に郭務悰らを派遣している。さらに、667年（乾封2年、天智天皇6年）、熊津都督府熊山（ゆうせん）県令・上柱国司馬法聡を派遣して、坂合部磐積らを筑紫の大宰府に送還した、ともある。
『新唐書』高麗伝および『資治通鑑』（唐紀17）の668年（総章元年）8月条によると、卑列道（江原道安辺郡安辺）摠官・右威衛将軍であった劉仁願は李勣による高句麗征討戦において、兵を逗留させたため、唐に召し返され、死罪を免れ、姚州に流罪にされたとある。
『三国史記』「新羅本紀」の文武王8年条によると、平壌戦の年（668年）の6月22日に、劉仁願が高句麗の漢城ほか2郡12城を落とした旨を知らせる使者を王に派遣し、王は返礼の使者を立てて、祝賀している。白村江の戦いまで唐兵1万に新羅は衣食を供給しており、劉仁願にはその恩義に報いる気持ちが強かったと想定され、「新羅本紀」文武王11年条によると、王は薛仁貴への返書の中で、劉仁願以下兵士に至るまで骨皮は漢地（唐）のものだとしても、血肉は新羅のものであると記している。
その後の劉仁願の消息は不明である。